# 1976년 미국 대통령 선거
1976년 미국 대통령 선거는 미국의 대통령을 선출하기 위해 1976년 11월 2일에 선거인단을 선출하였다. 총 50개 주와 워싱턴 D.C.에서 선거가 진행된 가운데 81,531,584명의 유권자가 선거에 참여하면서 투표율 53.5%를 기록하였다. 선거 2년 전 워터게이트 사건으로 인해 리처드 닉슨이 대통령직을 사퇴한 후 공화당의 하원 원내대표였던 제럴드 포드가 부통령으로 취임한 후 대통령으로 다시 취임하였다. 포드는 워터게이트 사건 연루자 사면과 스태그플레이션으로 인한 경기침체로 낮은 지지율에 허덕였으며, 예비경선에서는 캘리포니아 주지사였던 로널드 레이건과 경합을 벌여야 했다. 민주당 예비경선에서는 다수의 후보들이 접전을 벌인 끝에 조지아주 출신의 주지사였던 지미 카터가 후보로 선출되었다. 지미 카터는 워싱턴 정계에서는 무명이었기 때문에 대부분의 관계자들이 의외로 받아들였다. 선거 중에 제럴드 포드는 조 가라지올라, 캐리 그랜트 등 여러 연예인들의 지지를 얻어냈으며 16년 만에 이루어진 토론에서에 실언을 하였음에도 카터와 접전을 이루었다.
선거 결과 카터는 50.1%, 포드는 48.0%를 얻었으며 카터는 297명의 선거인단을, 포드는 240명의 선거인단을 차지하였다. 뉴욕주와 같은 동북부 지역과 남부 지역을 차지했지만 서부 지역의 경합 주를 포드가 차지하였기 때문에 NBC가 오전 3시 반에 카터가 미시시피주에서 1위를 차지했다고 보도하면서 끝났다. 선거인단 투표에서는 1916년 대선 이후로 가장 적은 표차로 카터가 당선되었다. 카터는 대선에서는 접전 끝에 당선되었지만 상하원을 모두 민주당이 차지하면서 개혁 정국을 밀고 나갔다. 이 선거는 민주당 후보가 동부와 남부에서 승리함으로써 대통령에 당선된 마지막 선거이며, 카터는 재커리 테일러 이후로 딥 사우스에서 배출한 유일한 대통령이 되었다.

## 출마 후보

### 민주당

전 조지아주의 전 주지사 지미 카터
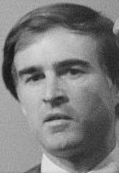
캘리포니아주의 주지사 제리 브라운
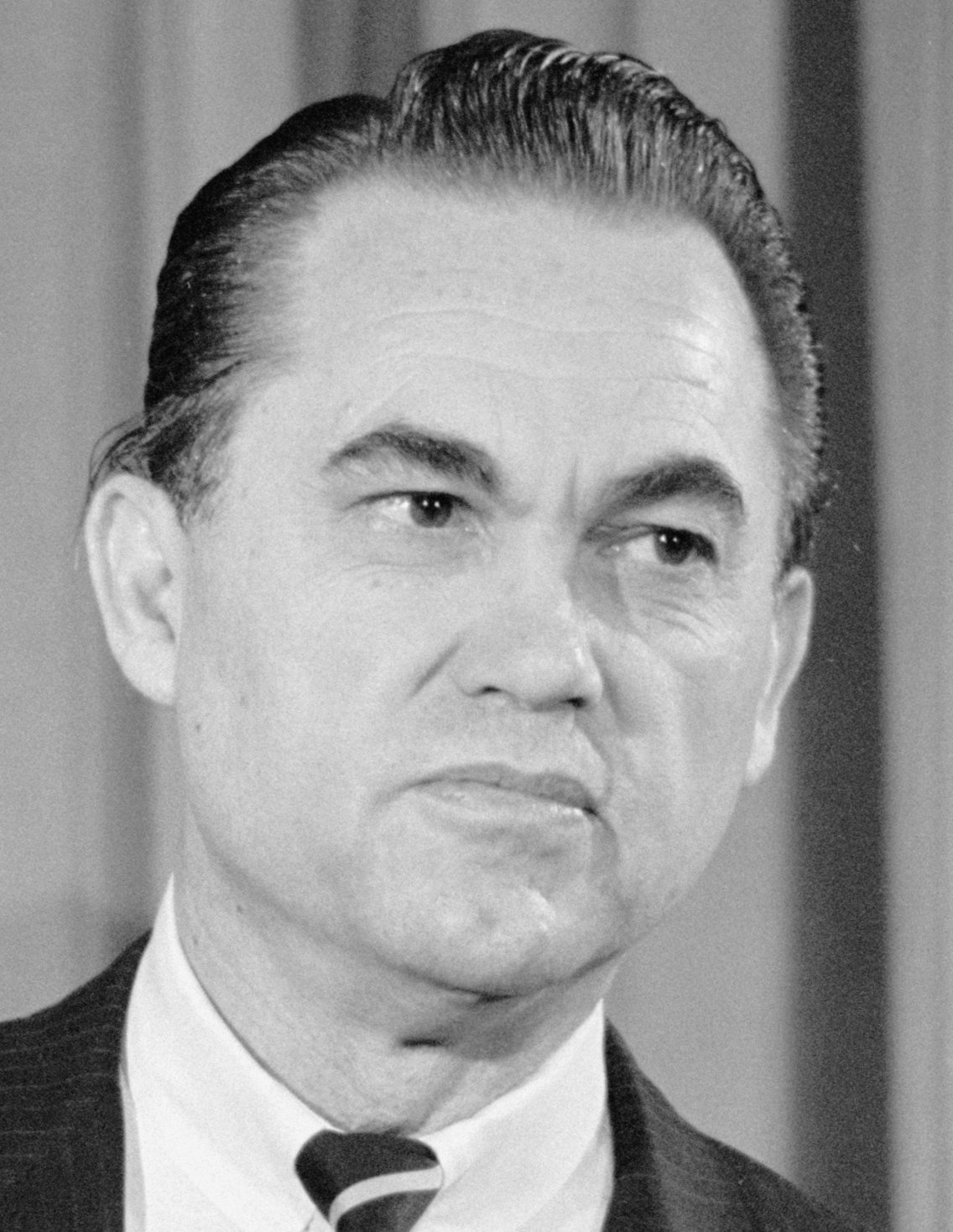
앨라배마주의 주지사 조지 월리스
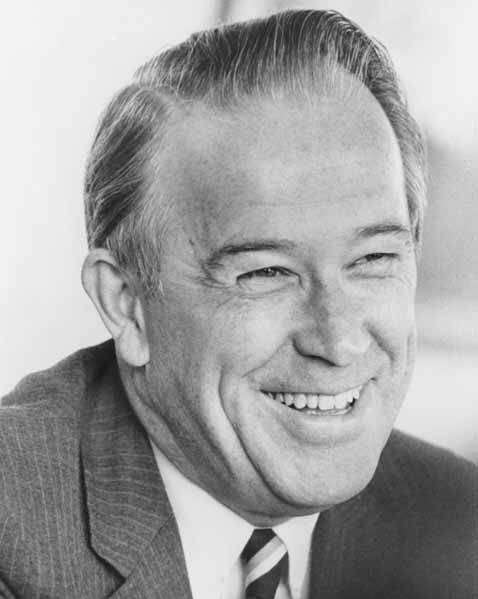
워싱턴주의 연방 상원의원 헨리 M. 잭슨
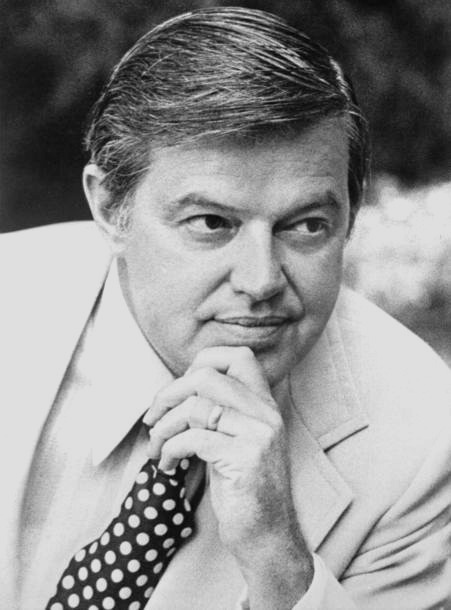
아이다호주의 연방 상원의원 프랭크 처치
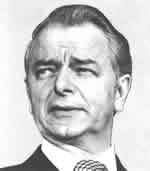
웨스트버지니아주의 연방 상원의원 로버트 버드
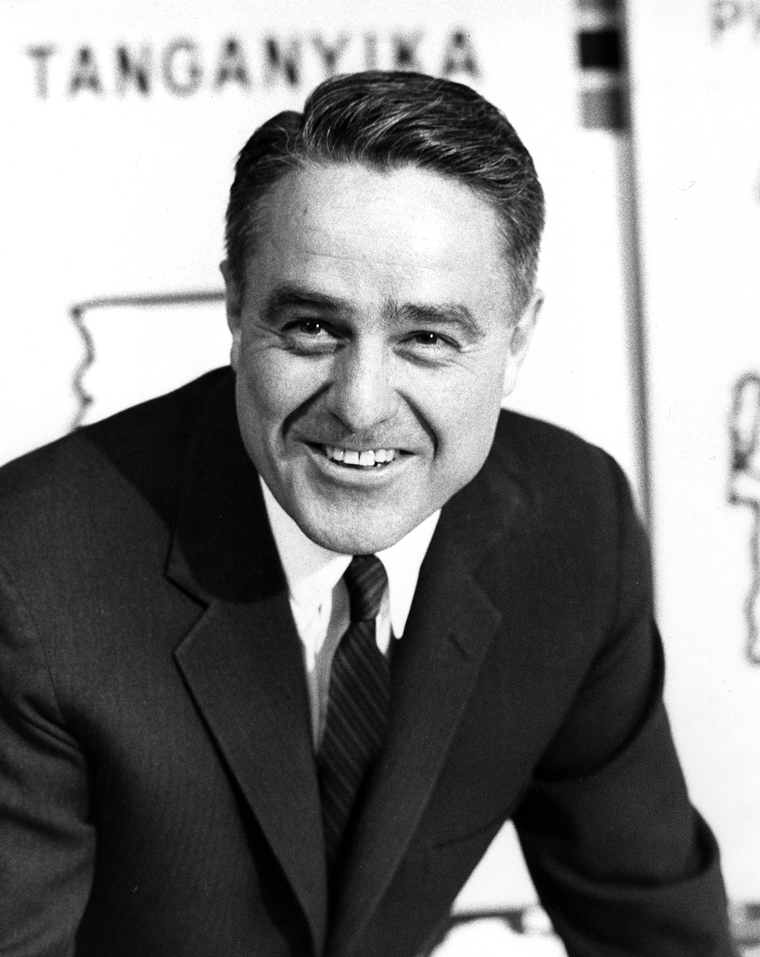
메릴랜드주의 전 프랑스 대사 사전트 슈라이버
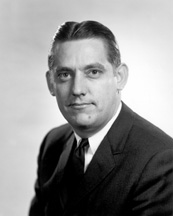
오클라호마주의 전 연방 상원의원 프레드 R. 해리스
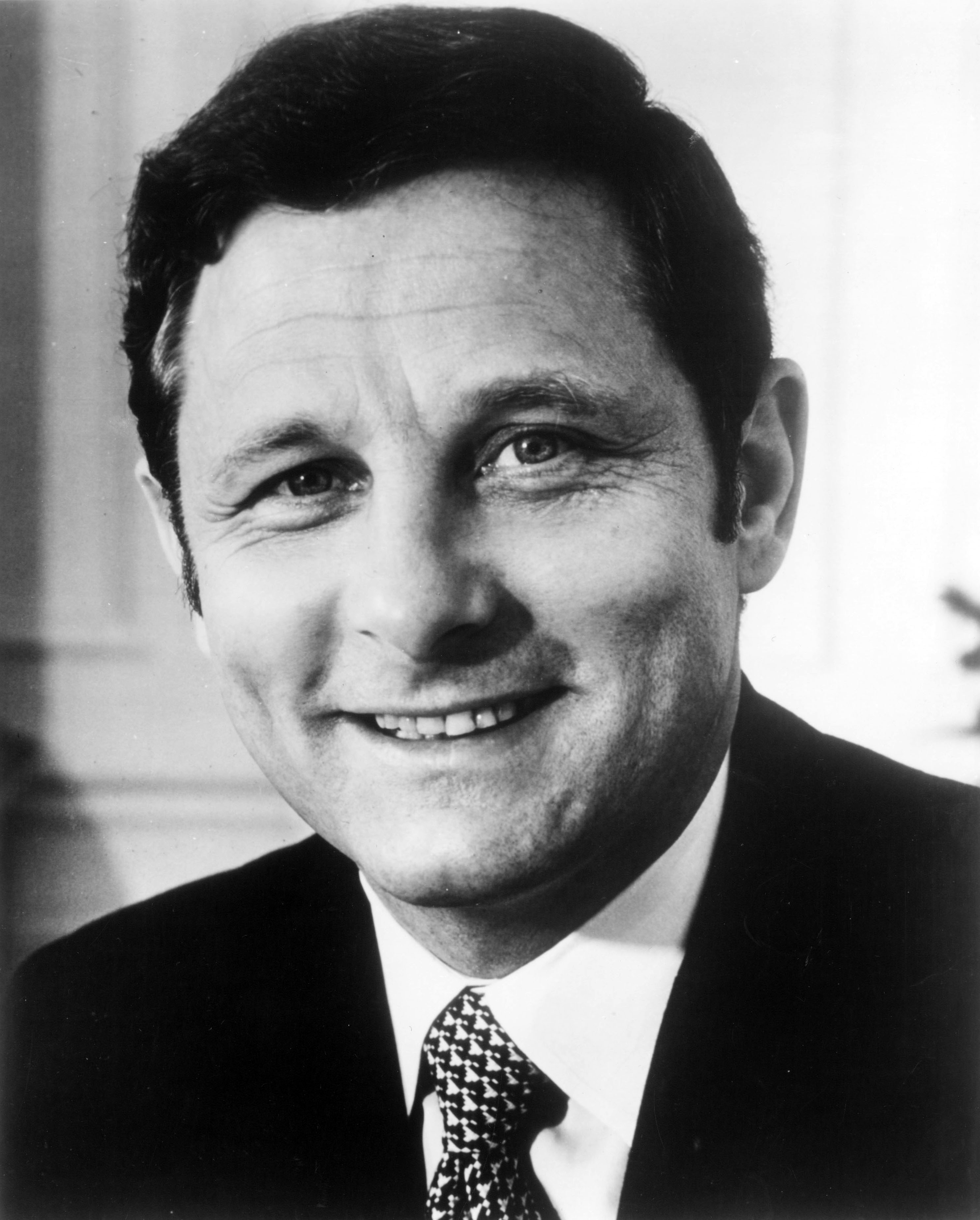
인디애나주의 연방 상원의원 버치 바이
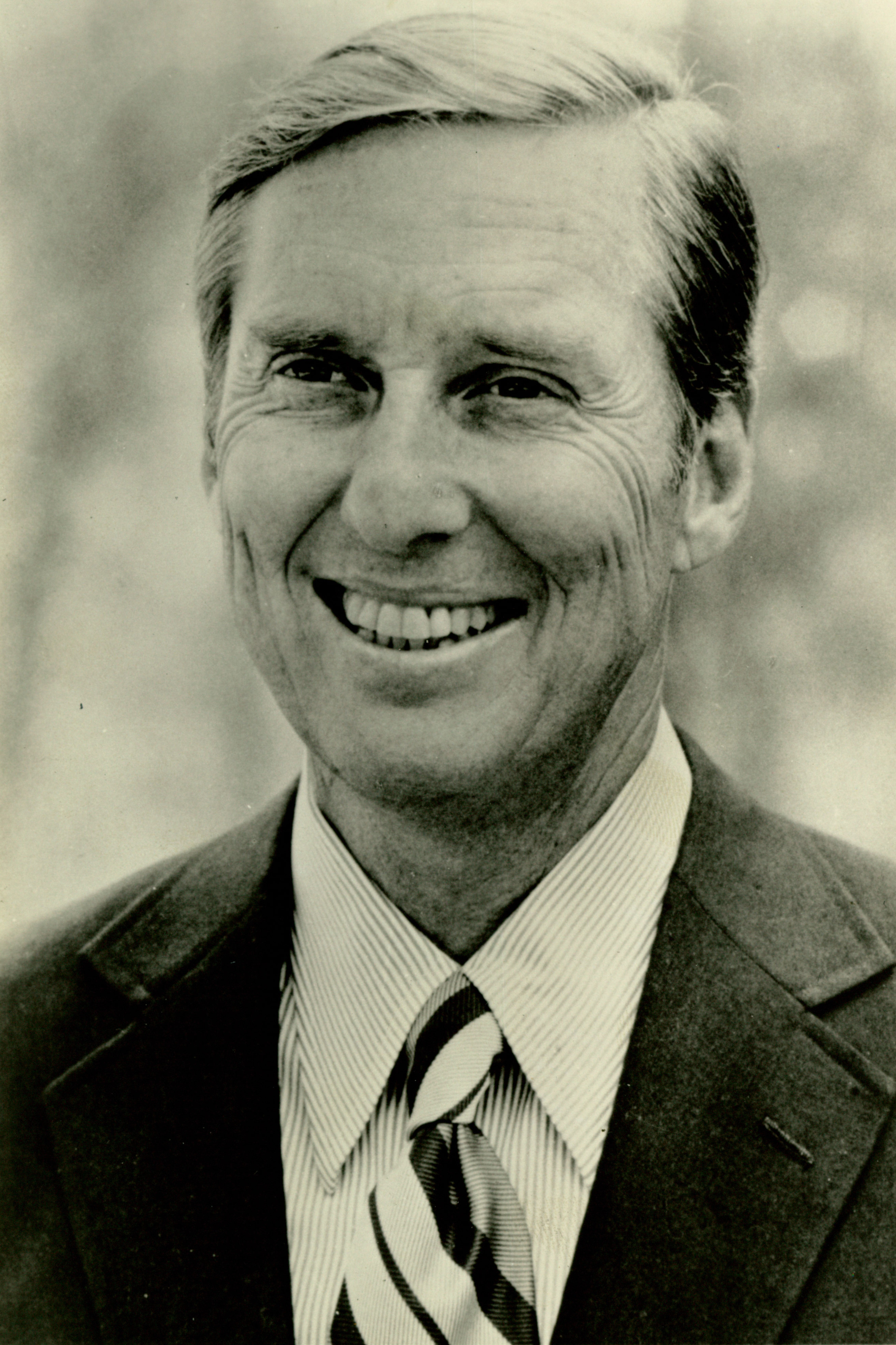
텍사스주의 연방 상원의원 로이드 벤슨
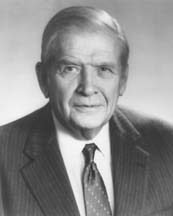
노스캐롤라이나주의 전 주지사 테리 샌포드
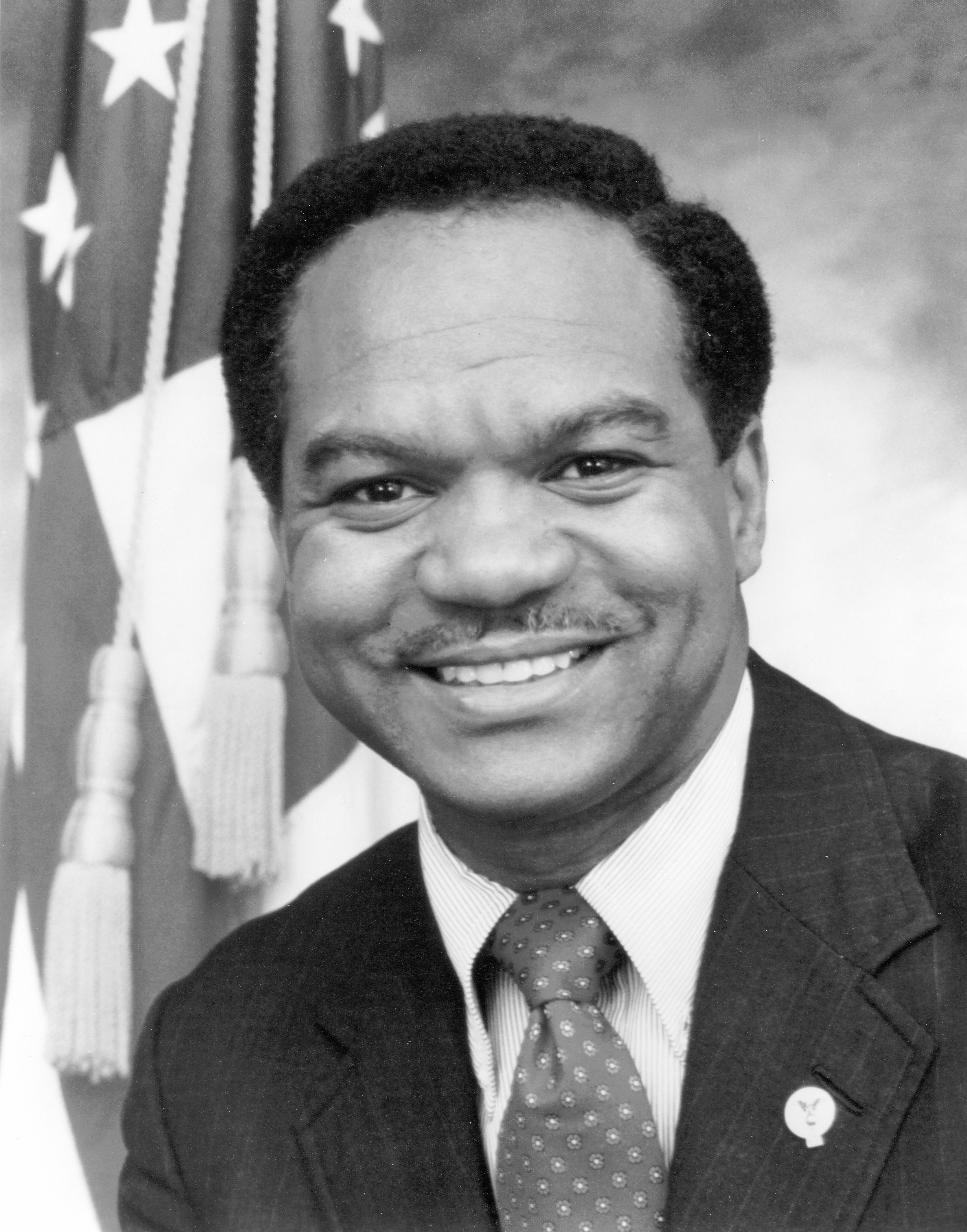
워싱턴 D.C.의 할당의원 월터 폰트로이

#### 경선 과정
1972년 미국 대통령 선거에서 대패한 민주당은 워터게이트 사건의 정치 불신을 정권 탈환의 호기로 파악하고, 유력 정치인들이 줄줄이 이름을 알린 대란이 되었다. 특히 지명도 측면에서 브라운 캘리포니아 주지사와 잭슨 상원 의원, 유댈 하원의원이 유력했었지만, 정치 불신은 공화당뿐만 아니라 민주당을 포함한 기성 정치에 대한 비판에까지 미치고 있었다. 그런 중에 전국적으로 지명도가 낮았던 지미 카터 조지아 주지사가 경선 개혁을 능숙하게 이용하는 형태로 두각을 나타내면서, 출신 주 조지아와 앨라배마와 인디애나 예비 선거에서 승리를 거두었다. 이후 잭슨 후보가 조속히 사퇴를 했고, 유댈은 선거전을 계속했지만 카터 기세를 꺽을 정도는 되지 못했다. 민주당 전당 대회에서는 첫 번째 투표로 카터 후보 지명을 결정했다. 카터가 부통령 후보로 선택한 것은 미네소타 출신 월터 먼데일이었지만, 이것은 동일 지역 허버트 H. 험프리 전 부통령의 지원을 기대했던 것이었다.

#### 전당대회
| 이름             | 득표  | 비고      |
| ---------------- | ----- | --------- |
| 지미 카터        | 2,239 | 후보 지명 |
| 모 유돌          | 330   |           |
| 제리 브라운      | 301   |           |
| 조지 월리스      | 57    |           |
| 앨런 맥코맥      | 22    |           |
| 프랭크 처치      | 19    |           |
| 헨리 M. 잭슨     | 10    |           |
| 휴버트 험프리    | 10    |           |
| 프레드 R. 해리스 | 9     |           |
| 기타 후보        | 13    |           |

### 공화당

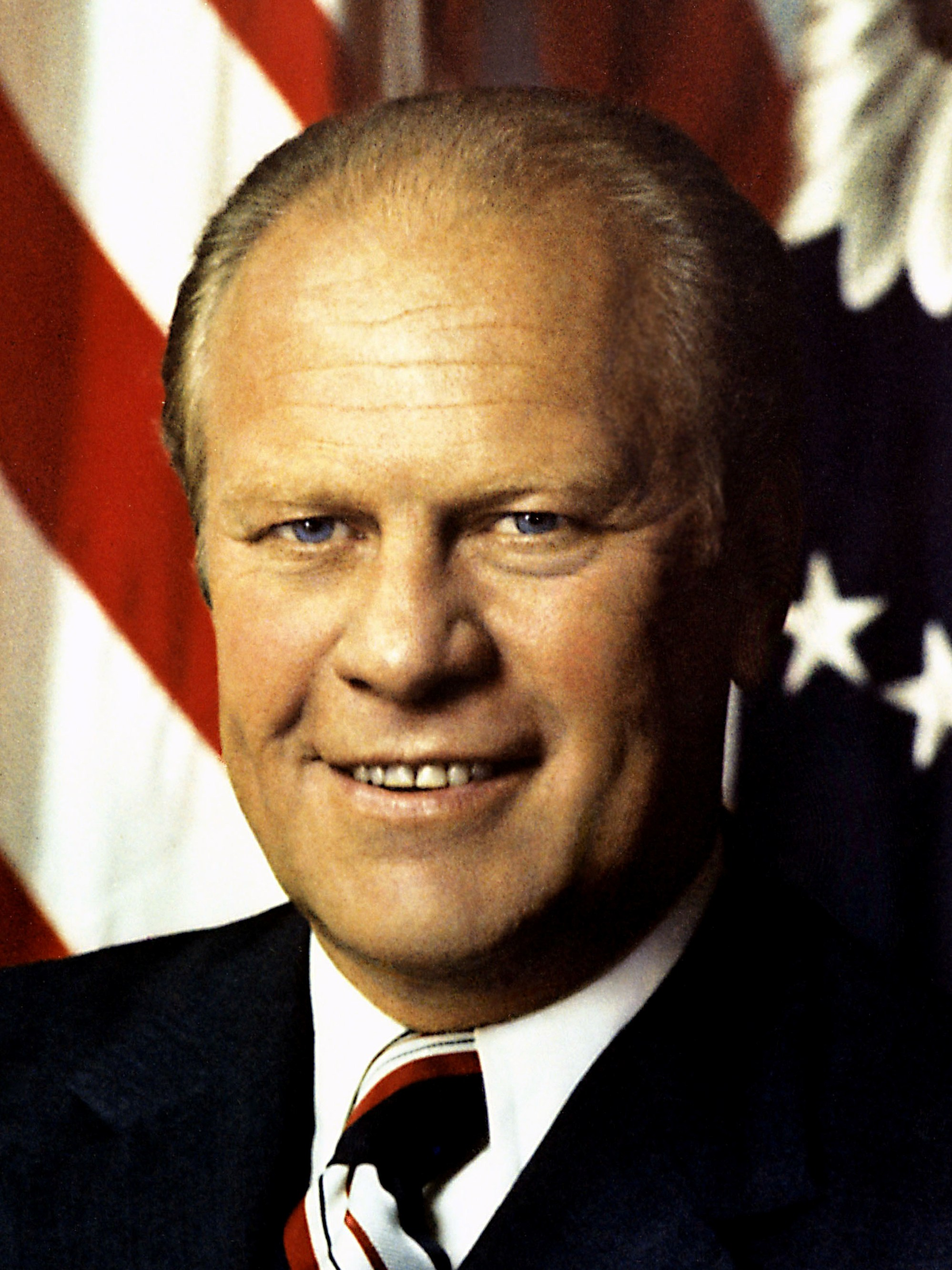
미시간주의 대통령 제럴드 포드
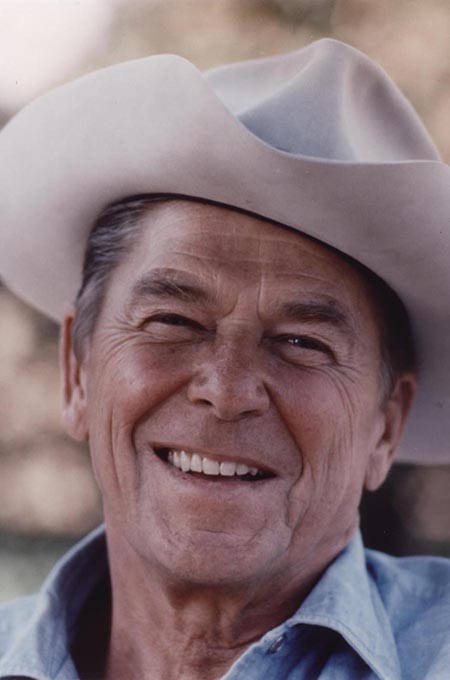
캘리포니아주의 전 주지사 로널드 레이건

#### 경선 과정
포드는 워터게이트 사건에 관계되어 있었으며, 사임한 전직 닉슨 대통령을 사면해 준 것으로 사건의 주동자와 동급으로 취급되었다. 게다가 포드 자신이 스피로 애그뉴 부통령의 사임에 따라 1973년 닉슨에 임명된 것으로부터, 대선 심판을 한번도 거치지 않고 대통령에 취임했다는 빚도 겹쳤다. 또한 포드는 닉슨에서 데탕트 정책을 점령했지만, 이것도 보수파의 반발을 불렀고, 1975년 말경에 레이건이 대통령에 이름을 알리게 되었다.
포드는 중도파의 지지를 챙기면서 레이건에 대항했지만, 뉴햄프셔의 예비 선거에서는 근소한 차이로까지 몰렸다. 이후에도 일부 주를 제외하고 레이건의 선전을 허용했다. 결국 포드가 달아나는데 성공했지만, 보수파의 지지를 얻어낼 수 있었던 부통령 넬슨 록펠러를 용퇴시키고, 캔자스 상원 의원 로버트 돌을 부통령 후보로 선택하여 본 선거에 임했다.

#### 전당대회
| 이름            | 득표  | 비고      |
| --------------- | ----- | --------- |
| 제럴드 포드     | 1,187 | 후보 지명 |
| 로널드 레이건   | 1,070 |           |
| 엘리엇 리처드슨 | 1     |           |

## 선거 과정

### 여론 조사
| 조사기관 | 조사일  | 지미 카터 | 제럴드 포드 |
| -------- | ------- | --------- | ----------- |
| 조사기관 | 조사일  |           |             |
| Gallup   | 1976/03 | 47.0      | 42.0        |
| Gallup   | 1976/03 | 48.0      | 46.0        |
| Gallup   | 1976/03 | 48.0      | 46.0        |
| Gallup   | 1976/04 | 48.0      | 43.0        |
| Gallup   | 1976/05 | 52.0      | 42.0        |
| Gallup   | 1976/05 | 53.0      | 40.0        |
| Gallup   | 1976/06 | 55.0      | 37.0        |
| Gallup   | 1976/06 | 53.0      | 36.0        |
| Gallup   | 1976/07 | 62.0      | 29.0        |
| Gallup   | 1976/08 | 54.0      | 32.0        |
| Gallup   | 1976/08 | 51.0      | 36.0        |
| Gallup   | 1976/09 | 51.0      | 40.0        |
| Gallup   | 1976/10 | 47.0      | 45.0        |
| Gallup   | 1976/10 | 47.0      | 41.0        |
| Gallup   | 1976/10 | 48.0      | 49.0        |

### 토론회
| 일시                                      | 장소                                                         | 사회자              | 패널                                                             | 방식        | 주제                          |
| ----------------------------------------- | ------------------------------------------------------------ | ------------------- | ---------------------------------------------------------------- | ----------- | ----------------------------- |
| 1976년 9월 23일 (1차 대통령 후보 토론)    | 펜실베이니아주 필라델피아 월넛스트리트 극장                  | 에드윈 뉴먼 (NBC)   | 프랭크 레이널즈 (ABC) 제임스 개넌 (WSJ) 엘리자베스 드류 (뉴요커) | 패널 문답식 | 국내 정책                     |
| 1976년 10월 6일 (2차 대통령 후보 토론)    | 캘리포니아주 샌프란시스코 파인아츠팰리스                     | 폴린 프레데릭 (NPR) | 맥스 프랑켈 (NYT) 헨리 L. 트레베트 (SUN) 리처드 발레리아니 (NBC) | 패널 문답식 | 외교 정책                     |
| 1976년 10월 15일 (부통령 후보 토론)       | 텍사스주 휴스턴 앨리 극장                                    | 제임스 호지 (CST)   | 할 브루노 (뉴스위크) 메릴린 버거 (NBC) 월터 미어스 (AP)          | 패널 문답식 | 국내 정책 경제 정책 외교 정책 |
| 1976년 10월 22일 (제3차 대통령 후보 토론) | 버지니아주 윌리엄스버그 윌리엄 & 메리 칼리지 피 베타 카파 홀 | 바버라 월터스 (ABC) | 조셉 크라프트 (신디케이트) 로버트 메이너드 (WaPo) 잭 넬슨 (LAT)  | 패널 문답식 | 종합                          |

## 선거 결과

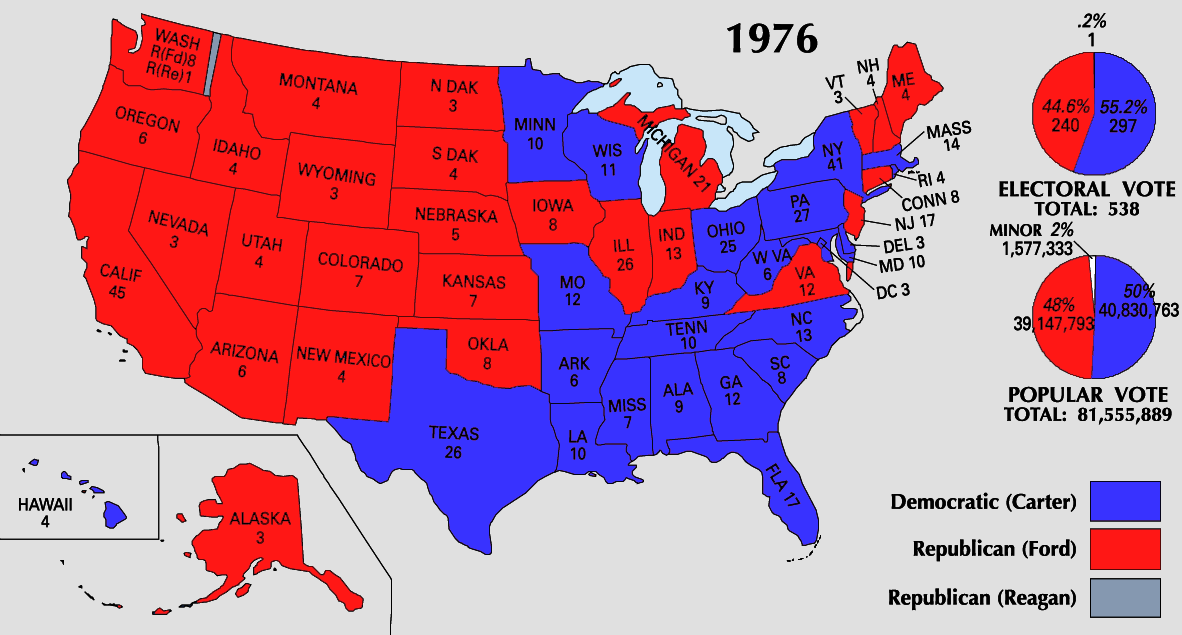
주별 선거 결과

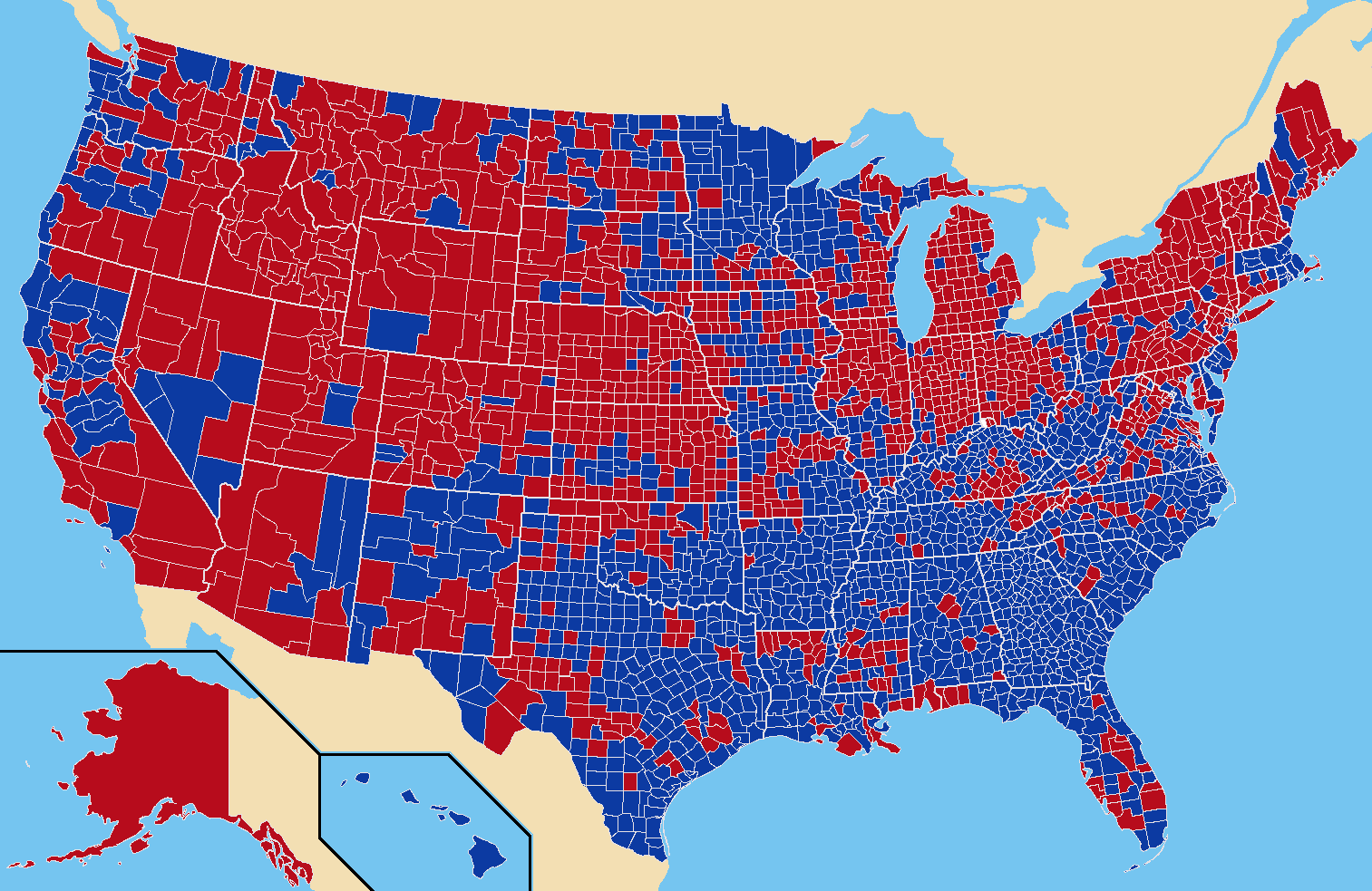
카운티별 선거 결과

선거 결과, 카터는 40,831,811표를 얻어 50%를 기록하였고, 포드는 39,148,634표를 얻어 48%를 기록하였다. 군소후보였던 매카시가 1%를 득표하였다. 개표 과정은 치열해 12시를 넘어서도 당선자가 나오지 않았다. 다음날 동부 시각으로 새벽 3시 30분에 NBC가 미시시피주가 카터에게 넘어갔다고 보도하면서 당선 확정을 선언하였다. 몇 분 뒤에 ABC는 위스콘신주와 하와이주가 카터에게 넘어가면서 당선 확정을 선언하였으며, 3시 45분에는 CBS가 카터의 당선 확정을 선언하였다. 선거인단에서 카터는 297명, 포드는 241명을 확보하였는데, 이는 1916년 대선 이후로 가장 적은 격차였다. (이후 워싱턴주에서 신의 없는 선거인이 나오면서 포드는 실제로는 240명을 얻었다.) 카터의 승리는 버지니아주와 오클라호마주를 제외한 전 남부를 차지하였고 뉴욕주, 펜실베이니아주와 같은 북동부의 핵심 주를 차지하면서 얻은 것이었다. 포드는 서부에서 하와이주를 제외한 전 주를 차지하면서 선전하였다. 이외의 선거 결과에 대한 특징으로는 다음이 있다.
- 현재까지 민주당 후보가 마지막으로 이긴 지역은 다음과 같다; 미시시피, 사우스캐롤라이나, 앨라배마, 텍사스
- 처음으로 개표방송에서 민주당과 공화당을 색을 구분하여 표시하였다. NBC는 개표방송 세트에서 전국 지도를 표시하였는데 카터가 이길 시 빨간색 표시를, 포드가 이길 시 파란색 표시를 하였다. 이는 현재 민주당이 파란색, 공화당이 빨간색으로 표시되는 것과는 다른 것으로 NBC는 1990년대까지 이런 방식으로 보도하였다. ABC도 선거 지도를 비슷한 방식으로 보도하였다.
- 1908년 대선 이후로 네바다주는 유일하게 낙선자에게 선거인단을 주었다.
- 포드는 27개 주를 차지하고도 낙선하였다.

| 후보      | 후보                                          | 정당              | 기반주                    | 득표       | 득표  | 선거인단 |
| --------- | --------------------------------------------- | ----------------- | ------------------------- | ---------- | ----- | -------- |
|           | 제임스 얼 카터 주니어 월터 프레데릭 먼데일    | 민주당            | 조지아주 미네소타주       | 40,831,881 | 50.08 | 297      |
|           | 제럴드 루돌프 포드 주니어 로버트 조셉 돌      | 공화당            | 미시간주 캔자스주         | 39,148,634 | 48.02 | 240      |
|           | 로널드 윌슨 레이건 로버트 조셉 돌             | 공화당            | 캘리포니아주 캔자스주     | 0          | 0.00  | 1        |
|           | 유진 조셉 매카시 각 주마다 부통령 후보가 다름 | 무소속            | 미네소타주 각 주마다 다름 | 740,460    | 0.91  | -        |
|           | 로저 맥브라이드 데이비드 베글란드             | 자유당            | 버몬트주 캘리포니아주     | 172,553    | 0.21  | -        |
|           | 레스터 매독스 윌리엄 다이크                   | 미국 독립당       | 조지아주 위스콘신주       | 170,274    | 0.21  | -        |
|           | 토머스 J. 앤더슨 루퍼스 셰켈포드              | 미국당            | 미정                      | 158,271    | 0.19  | -        |
|           | 피터 카메조 윌리엄 매 리드                    | 사회주의 노동자당 | 캘리포니아주 미정         | 90,986     | 0.11  | -        |
| 기타 후보 | 기타 후보                                     | 기타 후보         | 기타 후보                 | 218,525    | 0.27  | -        |
| 합계      | 합계                                          | 합계              | 합계                      | 81,531,584 |       | 538      |
| 투표율    | 투표율                                        | 투표율            | 투표율                    | 53.54      |       |          |

### 주별 선거 결과
| 주               | 선거 인단 | 지미 카터 (민주) | 지미 카터 (민주) | 지미 카터 (민주) | 제럴드 포드 (공화) | 제럴드 포드 (공화) | 제럴드 포드 (공화) | 기타 후보 | 기타 후보 | 전체       |
| 주               | 선거 인단 | #                | %                | 획득             | #                  | %                  | 획득               | #         | %         | 전체       |
| ---------------- | --------- | ---------------- | ---------------- | ---------------- | ------------------ | ------------------ | ------------------ | --------- | --------- | ---------- |
| 네바다           | 3         | 92,479           | 45.81            | -                | 101,273            | 50.17              | 3                  | 8,124     | 4.02      | 201,876    |
| 네브래스카       | 5         | 233,692          | 38.46            | -                | 359,705            | 59.19              | 5                  | 14,271    | 2.35      | 607,668    |
| 노스다코타       | 3         | 136,078          | 45.79            | -                | 153,470            | 51.64              | 3                  | 7,640     | 2.57      | 297,188    |
| 노스캐롤라이나   | 13        | 927,365          | 55.24            | 13               | 741,960            | 44.19              | -                  | 9,589     | 0.57      | 1,678,914  |
| 뉴멕시코         | 4         | 201,148          | 48.07            | -                | 211,419            | 50.53              | 4                  | 5,842     | 1.40      | 418,409    |
| 뉴욕             | 41        | 3,389,558        | 51.87            | 41               | 3,100,791          | 47.46              | -                  | 43,821    | 0.67      | 6,534,170  |
| 뉴저지           | 17        | 1,444,653        | 47.92            | -                | 1,509,688          | 50.08              | 17                 | 60,131    | 1.99      | 3,014,472  |
| 뉴햄프셔         | 4         | 147,635          | 43.47            | -                | 185,935            | 54.75              | 4                  | 6,048     | 1.78      | 339,618    |
| 델라웨어         | 3         | 122,596          | 51.98            | 3                | 109,831            | 46.57              | -                  | 3,407     | 1.44      | 235,834    |
| 로드아일랜드     | 4         | 227,636          | 55.36            | 4                | 181,249            | 44.08              | -                  | 2,285     | 0.56      | 411,170    |
| 루이지애나       | 10        | 661,365          | 51.73            | 10               | 587,446            | 45.95              | -                  | 29,628    | 2.32      | 1,278,439  |
| 매사추세츠       | 14        | 1,429,475        | 56.11            | 14               | 1,030,276          | 40.44              | -                  | 87,807    | 3.45      | 2,547,558  |
| 메릴랜드         | 10        | 759,612          | 52.75            | 10               | 672,661            | 46.72              | -                  | 7,624     | 0.53      | 1,439,897  |
| 메인             | 4         | 232,279          | 48.07            | -                | 236,320            | 48.91              | 4                  | 14,617    | 3.02      | 483,216    |
| 몬태나           | 4         | 149,259          | 45.40            | -                | 173,703            | 52.84              | 4                  | 5,772     | 1.76      | 328,734    |
| 미네소타         | 10        | 1,070,440        | 54.90            | 10               | 819,395            | 42.02              | -                  | 60,096    | 3.08      | 1,949,931  |
| 미시간           | 21        | 1,696,714        | 46.44            | -                | 1,893,742          | 51.83              | 21                 | 63,293    | 1.73      | 3,653,749  |
| 미시시피         | 7         | 381,309          | 49.56            | 7                | 366,846            | 47.68              | -                  | 21,206    | 2.76      | 769,361    |
| 미주리           | 12        | 998,387          | 51.10            | 12               | 927,443            | 47.47              | -                  | 27,770    | 1.42      | 1,953,600  |
| 버몬트           | 3         | 80,954           | 43.11            | -                | 102,085            | 54.37              | 3                  | 4,726     | 2.52      | 187,765    |
| 버지니아         | 12        | 813,896          | 47.96            | -                | 836,554            | 49.29              | 12                 | 46,644    | 2.75      | 1,697,094  |
| 사우스다코타     | 4         | 147,068          | 48.91            | -                | 151,505            | 50.39              | 4                  | 2,105     | 0.70      | 300,678    |
| 사우스캐롤라이나 | 8         | 450,807          | 56.17            | 8                | 346,149            | 43.13              | -                  | 5,627     | 0.70      | 802,583    |
| 아이다호         | 4         | 126,549          | 36.78            | -                | 204,151            | 59.33              | 4                  | 13,371    | 3.89      | 344,071    |
| 아이오와         | 8         | 619,931          | 48.46            | -                | 632,863            | 49.47              | 8                  | 26,512    | 2.07      | 1,279,306  |
| 아칸소           | 6         | 498,604          | 64.96            | 6                | 267,903            | 34.90              | -                  | 1,028     | 0.13      | 767,535    |
| 알래스카         | 3         | 44,058           | 35.65            | -                | 71,555             | 57.90              | 3                  | 7,961     | 6.44      | 123,574    |
| 애리조나         | 6         | 295,602          | 39.80            | -                | 418,642            | 56.37              | 6                  | 28,475    | 3.83      | 742,719    |
| 앨라배마         | 9         | 659,170          | 55.73            | 9                | 504,070            | 42.61              | -                  | 19,610    | 1.66      | 1,182,850  |
| 오리건           | 6         | 490,407          | 47.62            | -                | 492,120            | 47.78              | 6                  | 47,349    | 4.60      | 1,029,876  |
| 오클라호마       | 8         | 532,442          | 48.75            | -                | 545,708            | 49.96              | 8                  | 14,101    | 1.29      | 1,092,251  |
| 오하이오         | 25        | 2,011,621        | 48.92            | 25               | 2,000,505          | 48.65              | -                  | 99,747    | 2.43      | 4,111,873  |
| 와이오밍         | 3         | 62,239           | 39.81            | -                | 92,717             | 59.30              | 3                  | 1,387     | 0.89      | 156,343    |
| 워싱턴           | 9         | 717,323          | 46.11            | -                | 777,732            | 50.00              | 8                  | 60,479    | 3.89      | 1,555,534  |
| 워싱턴 D.C.      | 3         | 137,818          | 81.63            | 3                | 27,873             | 16.51              | -                  | 3,139     | 1.86      | 168,830    |
| 웨스트버지니아   | 6         | 435,914          | 58.05            | 6                | 314,760            | 41.91              | -                  | 290       | 0.04      | 750,964    |
| 위스콘신         | 11        | 1,040,232        | 49.44            | 11               | 1,004,987          | 47.76              | -                  | 58,956    | 2.80      | 2,104,175  |
| 유타             | 4         | 182,110          | 33.65            | -                | 337,908            | 62.44              | 4                  | 21,180    | 3.91      | 541,198    |
| 인디애나         | 13        | 1,014,714        | 45.70            | -                | 1,183,958          | 53.32              | 13                 | 21,690    | 0.98      | 2,220,362  |
| 일리노이         | 26        | 2,271,295        | 48.13            | -                | 2,364,269          | 50.10              | 26                 | 83,350    | 1.77      | 4,718,914  |
| 조지아           | 12        | 979,409          | 66.74            | 12               | 483,743            | 32.96              | -                  | 4,306     | 0.29      | 1,467,458  |
| 캔자스           | 7         | 430,421          | 44.94            | -                | 502,752            | 52.49              | 7                  | 24,672    | 2.58      | 957,845    |
| 캘리포니아       | 45        | 3,742,284        | 47.57            | -                | 3,882,244          | 49.35              | 45                 | 242,589   | 3.08      | 7,867,117  |
| 켄터키           | 9         | 615,717          | 52.75            | 9                | 531,852            | 45.57              | -                  | 19,573    | 1.68      | 1,167,142  |
| 코네티컷         | 8         | 647,895          | 46.90            | -                | 719,261            | 52.06              | 8                  | 14,370    | 1.04      | 1,381,526  |
| 콜로라도         | 7         | 460,353          | 42.56            | -                | 584,367            | 54.03              | 7                  | 36,834    | 3.41      | 1,081,554  |
| 테네시           | 10        | 825,879          | 55.94            | 10               | 633,969            | 42.94              | -                  | 16,497    | 1.12      | 1,476,345  |
| 텍사스           | 26        | 2,082,319        | 51.14            | 26               | 1,953,300          | 47.97              | -                  | 36,265    | 0.89      | 4,071,884  |
| 펜실베이니아     | 27        | 2,328,677        | 50.40            | 27               | 2,205,604          | 47.73              | -                  | 86,506    | 1.87      | 4,620,787  |
| 플로리다         | 17        | 1,636,000        | 51.93            | 17               | 1,469,531          | 46.64              | -                  | 45,100    | 1.43      | 3,150,631  |
| 하와이           | 4         | 147,375          | 50.59            | 4                | 140,003            | 48.06              | -                  | 3,923     | 1.35      | 291,301    |
| 전체             | 416       | 40,830,763       | 50.06            | 297              | 39,147,793         | 48.00              | 240                | 1,577,333 | 1.93      | 81,555,889 |

#### 주별 선거 기록
두 후보 간 격차가 0~5%p 이내인 주
1. 오리건, 0.17%p
2. 오하이오, 0.27%p
3. 메인, 0.84%p
4. 아이오와, 1.01%p
5. 오클라호마, 1.21%p
6. 버지니아, 1.34%p
7. 사우스다코타, 1.48%p
8. 위스콘신, 1.68%p
9. 캘리포니아, 1.78%p
10. 미시시피, 1.88%p
11. 일리노이, 1.97%p
12. 뉴저지, 2.16%p
13. 뉴멕시코, 2.45%p
14. 하와이, 2.53%p
15. 펜실베이니아, 2.66%p
16. 텍사스, 3.17%p
17. 미주리, 3.63%p
18. 워싱턴, 3.88%p
19. 네바다, 4.36%p
20. 뉴욕, 4.42%p

두 후보 간 격차가 5~10%p 이내인 주
1. 코네티컷, 5.17%p
2. 플로리다, 5.28%p
3. 미시간, 5.39%p
4. 델라웨어, 5.41%p
5. 루이지애나, 5.78%p
6. 노스다코타, 5.85%p
7. 메릴랜드, 6.04%p
8. 켄터키, 7.19%p
9. 몬태나, 7.44%p
10. 캔자스, 7.55%p
11. 인디애나, 7.62%p

## 같이 보기
- 미국의 역사 (1964년~1980년)
- 1976년 미국 하원의원 선거
- 1976년 미국 상원의원 선거